# Serbia en los Juegos Paralímpicos de Vancouver 2010
Serbia estuvo representada en los Juegos Paralímpicos de Vancouver 2010 por un deportista masculino. El equipo paralímpico serbio no obtuvo ninguna medalla en estos Juegos.